# Nitrosylfluorid
Nitrosylfluorid ist eine chemische Verbindung aus der Gruppe der Nitrosylverbindungen und der Fluoride.

## Gewinnung und Darstellung
Nitrosylfluorid kann durch folgende Reaktionen gewonnen werden:
- Reaktion von Nitrosyltetrafluoroborat mit Natriumfluorid im Vakuum bei 300 °C[1]

{\displaystyle {\ce {NOBF4 + NaF -> NOF + NaBF4}}}
- Reaktion von Stickstoffmonoxid mit Fluor bei Raumtemperatur,[1] wobei Nitrosyltrifluorid als Nebenprodukt entsteht[4]

{\displaystyle {\ce {2 NO + F2 -> 2 NOF}}}
- Reaktion von Kaliumfluorid mit Stickstoffdioxid[2]

{\displaystyle {\ce {2 NO2 + KF -> KNO3 + FNO}}}

## Eigenschaften

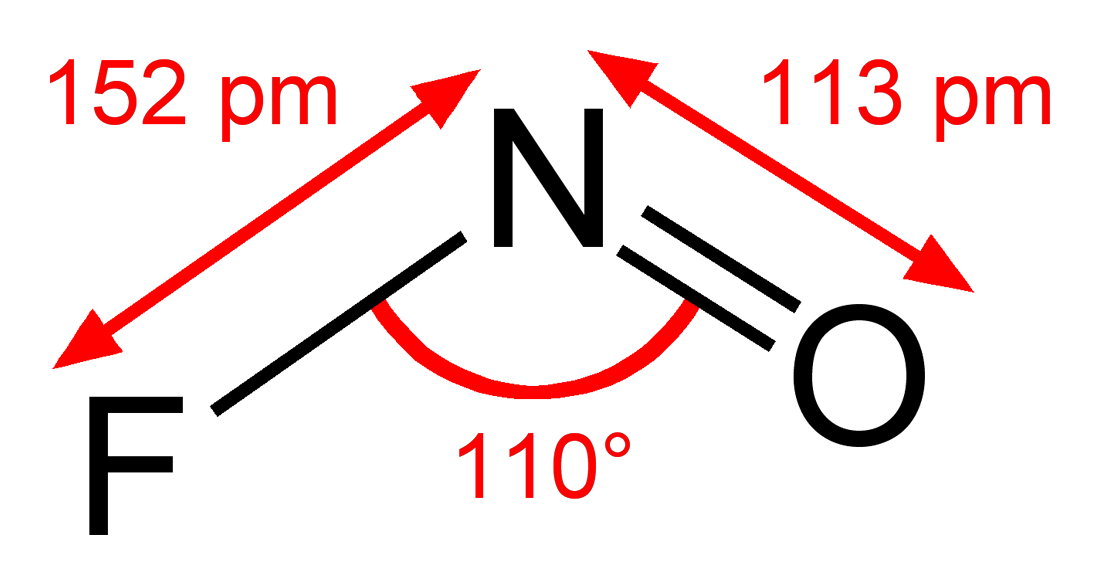
Bindungslängen und -winkel von Nitrosylfluorid

Nitrosylfluorid ist ein farbloses Gas, das als Flüssigkeit durch Verunreinigungen oft bläulich gefärbt ist. In Wasser löst es sich mit blauer Farbe, geht dann aber rasch in Stickstoffmonoxid und Salpetersäure über. Es reagiert mit Glas heftig; Quarz ist aber beständiger.